# Rhyacophila lenae
Rhyacophila lenae är en nattsländeart som beskrevs av Martynov 1910. Rhyacophila lenae ingår i släktet Rhyacophila och familjen rovnattsländor. Inga underarter finns listade i Catalogue of Life.